# Ideologikritik
Ideologikritik är en analys- och tolkningsmetod, där man undersöker de sociala, ekonomiska, kulturella och politiska omständigheterna kring verket och författaren. Metoden började utformas 1970 av retorikern och författaren Michael Calvin McGee, som föreläste på university of Memphis och university of Wisconsin-Madison. 
Ideologikritik är ofta sammankopplad med strukturalismen, där man studerar strukturer och system. Man studerar även teckens relation till andra tecken och dess betydelse för texten.  - Vad orden, typsnitten, meningsbyggnaden och så vidare får för betydelse för verkets budskap.

## Användning
När man undersöker ett retoriskt objekts bakomliggande föreställningar, värderingar och idéer kan man som kritiker se vad ideologin får för betydelse för textens budskap. Ideologikritikerns mål är därför att avslöja den dominerande ideologin i det retoriska objektet. Men man vill även undersöka vilka ideologier som nedtystas och varför. Genom att följa dessa mål kan man genom ideologikritiken upptäcka hur författaren vill påverka genom sitt verk. Det går att tillämpa denna analysmetod på många olika sorters objekt. Både på verbala och skrivna ord men även också på visuella objekt. Alltså går det att göra en ideologikritisk analys både på politiska texter och på reklam, filmer och konserter.

## Exempel påideologier
- Liberalism
- Fascism
- Feminism
- Kommunism
- Humanism
- Kapitalism
- Nazism

## Analys i två steg
1.  Identifiera ideologin  
- Vilka tillhör gruppen?
- Vad är målsättningen med ideologin?
- Vilka är de grundläggande värderingarna och normerna?
- Vilka är motståndarna till ideologin?

2.  Analysera den retoriska artefakten  
- Av vem accepteras ideologin?
- Hur sker kommunikationen?
- Vem är publiken?
- Vad betonas och nedtonas i innehållet?
- Hur ser stilen ut?